# John Phillips
John Phillips, francoski fotograf ameriško-valižanskega rodu, * 13. november 1914, Bouïra, Francoska Alžirija, † 22. avgust 1996, New York.

## Odlikovanja in nagrade
Leta 1995 je prejel častni znak svobode Republike Slovenije z naslednjo utemeljitvijo: »ob 50 letnici zmage nad nacifašizmom za novinarsko in fotoreportersko delo v dobro slovenskemu odporniškemu gibanju med drugo svetovno vojno«.